# Poilly-sur-Serein
Poilly-sur-Serein és un municipi francès, situat al departament del Yonne i a la regió de Borgonya - Franc Comtat. L'any 2007 tenia 270 habitants.

## Demografia

### Població
El 2007 la població de fet de Poilly-sur-Serein era de 270 persones. Hi havia 115 famílies, de les quals 34 eren unipersonals (15 homes vivint sols i 19 dones vivint soles), 50 parelles sense fills, 27 parelles amb fills i 4 famílies monoparentals amb fills.
La població ha evolucionat segons el següent gràfic:
Habitants censats

### Habitatges
El 2007 hi havia 217 habitatges, 116 eren l'habitatge principal de la família, 82 eren segones residències i 19 estaven desocupats. 216 eren cases i 1 era un apartament. Dels 116 habitatges principals, 102 estaven ocupats pels seus propietaris, 10 estaven llogats i ocupats pels llogaters i 5 estaven cedits a títol gratuït; 6 tenien dues cambres, 29 en tenien tres, 36 en tenien quatre i 46 en tenien cinc o més. 77 habitatges disposaven pel capbaix d'una plaça de pàrquing. A 51 habitatges hi havia un automòbil i a 51 n'hi havia dos o més.

### Piràmide de població
La piràmide de població per edats i sexe el 2009 era:
| Homes | Edats   | Dones |
| ----- | ------- | ----- |
| 0     | 95 o +  | 0     |
| 0     | 90 a 94 | 0     |
| 4     | 85 a 89 | 4     |
| 8     | 80 a 84 | 12    |
| 4     | 75 a 79 | 4     |
| 4     | 70 a 74 | 12    |
| 16    | 65 a 69 | 8     |
| 0     | 60 a 64 | 12    |
| 4     | 55 a 59 | 0     |
| 8     | 50 a 54 | 4     |
| 0     | 45 a 49 | 4     |
| 8     | 40 a 44 | 4     |
| 20    | 35 a 39 | 8     |
| 24    | 30 a 34 | 20    |
| 4     | 25 a 29 | 0     |
| 8     | 20 a 24 | 12    |
| 8     | 15 a 19 | 0     |
| 8     | 10 a 14 | 8     |
| 12    | 5 a 9   | 4     |
| 4     | 0 a 4   | 8     |

## Economia
El 2007 la població en edat de treballar era de 155 persones, 116 eren actives i 39 eren inactives. De les 116 persones actives 108 estaven ocupades (58 homes i 50 dones) i 8 estaven aturades (1 home i 7 dones). De les 39 persones inactives 22 estaven jubilades, 9 estaven estudiant i 8 estaven classificades com a «altres inactius».

### Ingressos
El 2009 a Poilly-sur-Serein hi havia 129 unitats fiscals que integraven 290 persones, la mediana anual d'ingressos fiscals per persona era de 16.945 €.

### Activitats econòmiques
Dels 7 establiments que hi havia el 2007, 3 eren d'empreses de construcció, 2 d'empreses de comerç i reparació d'automòbils, 1 d'una empresa d'hostatgeria i restauració i 1 d'una empresa financera.
Dels 4 establiments de servei als particulars que hi havia el 2009, 1 era una oficina bancària, 2 paletes i 1 lampisteria.
L'únic establiment comercial que hi havia el 2009 era una botiga de menys de 120 m².
L'any 2000 a Poilly-sur-Serein hi havia 18 explotacions agrícoles que ocupaven un total de 1.512 hectàrees.

## Equipaments sanitaris i escolars
El 2009 hi havia una escola elemental.

## Poblacions més properes
El següent diagrama mostra les poblacions més properes.